# Presika (Vrbovsko)
Presika je naselje u Hrvatskoj u sastavu Grada Vrbovskog. Nalazi se u Primorsko-goranskoj županiji.

## Zemljopis
Zapadno su Komlenići i izvor rječice, sjeverozapadno su Radoševići, Tići, Žakule, Moravice, Mlinari, Vučinići, Dokmanovići i Međedi, sjeveroistočno je Nadvučnik, jugoistočno su Hajdine, Hambarište, Stubica i Tuk, južno je Vrbovsko, jugozapadno su Vujnovići, rijeka Dobra, Poljana, Jablan i Stara Sušica. 

## Stanovništvo
| broj stanovnika | 72    | 92    | 105   | 103   | 84    | 88    | 75    | 90    | 70    | 78    | 72    | 50    | 35    | 29    | 18    | 14    | 12    |
|                 | 1857. | 1869. | 1880. | 1890. | 1900. | 1910. | 1921. | 1931. | 1948. | 1953. | 1961. | 1971. | 1981. | 1991. | 2001. | 2011. | 2021. |